# Isoxya nigromutica
Isoxya nigromutica är en spindelart som först beskrevs av Lodovico di Caporiacco 1939.  Isoxya nigromutica ingår i släktet Isoxya och familjen hjulspindlar. Inga underarter finns listade i Catalogue of Life.